# Дьёдонне, Альбер
Альберт Дьёдонне (фр. Albert Dieudonné; 26 ноября 1889 — 19 марта 1976) — французский актёр, сценарист, режиссёр и писатель.
Дьёдонне родился в Париже, и дебютировал в кино в немом фильме 1908 года «Убийство герцога Гиза», с музыкальным сопровождением Камиля Сен-Санса. В 1924 году снял фильм драму «Катрина», в котором он также выступил в качестве главного героя. Жан Ренуар финансировал картину и был ассистентом режиссёра. В фильме дебютировала в кино жена Ренуара Катрин Гесслинг.
С 1915 по 1916 Дьёдонне снялся в пяти фильмах режиссёра Абеля Ганса, в том числе в фильме 1915 года «Безумие доктора Тюба» и фильме 1916 года «Перископ». В 1927 году он был принят на работу обратно сниматься в главной роли в эпическом фильме Ганса «Наполеон». В 1929 Дьёдонне написал роман, на основе которого в 1930 году была снята музыкальная комедия «La Douceur D’Aimer» (Сладость любви), в 1936 году он написал сценарий к фильму «La Garçonne».
Альбер Дьёдонне умер в Париже в 1976 году.